# Уртадо, Рикардо
Рикардо Уртадо (англ. Ricardo Hurtado; род. 22 августа 1999, Майами) — американский актёр, известный, как исполнитель главных ролей в нескольких сериалах.
Родился в 1999 году в Майами, в штате Флорида, США. Сын музыканта Рикардо Уртадо-старшего и уроженки Никарагуа Офелии Рамирес. Детство будущего актёра прошло в Атланте, штат Джорджия. Его карьера актёра началась в 2016 году в детских проектах телеканала «Nickelodeon».
В 2019 году Рикардо Уртадо получил главную роль в сериале «Спасатели Малибу», который стал своего рода продолжением исходного сериала. За этим сериалом последовали полнометражный фильм «Спасатели Малибу» и сериал «Спасатели Малибу: Новая волна» (2020), также с Рикардо Уртадо в главной роли. 
В дальнейшем Рикардо Уртадо сыграл роль первого плана в сериале «Музыка в наших сердцах» (англ. Country Comfort, дословно: «Деревенский комфорт»; 2021), участвовал в озвучке целого ряда полнометражных мультфильмов и сериалов, включая полнометражный мультфильм «Неисправимый Рон». Нередко привлекает внимание прессы, регулярно даёт интервью и становится героем материалов СМИ кинематографической тематики.

## Избранная фильмография
| Год       |    | Русское название              | Оригинальное название        | Роль       |
| --------- | -- | ----------------------------- | ---------------------------- | ---------- |
| 2019—2019 | с  | Спасатели Малибу              | Malibu Rescue                | Тайлер     |
| 2019      | ф  | Спасатели Малибу              | Malibu Rescue                | Тайлер     |
| 2020—2020 | с  | Спасатели Малибу: Новая волна | Malibu Rescue: The Next Wave | Тайлер     |
| 2021—2021 | с  | Музыка в наших сердцах        | Country Comfort              | Такер      |
| 2021      | мф | Неисправимый Рон              | Ron's Gone Wrong             | Рич Белчер |